# Geneva (Ohio)
Geneva – miasto w Stanach Zjednoczonych, w północnej części stanu Ohio, w pobliżu wybrzeża jeziora Erie. Liczba mieszkańców w 2000 roku wynosiła 6576.